# De Nationale Geologiske Undersøgelser for Danmark og Grønland
De Nationale Geologiske Undersøgelser for Danmark og Grønland, GEUS, är en dansk myndighet med ansvar för geologiska frågor. GEUS bildades 1995 genom sammanslagning av Danmarks geologiske undersøgelse (DGU, inrättat 1888), och Grønlands geologiske undersøgelse (GGU, inrättat 1946).

## Organisation
Verket leds av en styrelse och en direktion. Administrationen utgörs av ett sekretariat och en avdelning för IT, information och logistik. Under dessa lyder sedan 10 forskningsavdelningar:
- Geofysik
- Geokemi
- Geologisk datacenter (geologisk datasamling)
- Geologisk kortlægning (geologisk kartläggning)
- Grundvands- og kvartærgeologisk kortlægning (Grundvattens- och kvartärgeologisk kartläggning)
- Hydrologi
- Maringeologi og glaciologi (maringeologi och glaciologi)
- Malmgeologi
- Reservoirgeologi (geologi för prospektering av bland annat olje-, gas- och vattenfyndigheter)
- Stratigrafi

Myndighetens styrelse har tidigare letts av professor Minik Rosing.